# Fidelia borearipa
Fidelia borearipa är en biart som beskrevs av whitehead, Constance Margaret Eardley och > 2003. Fidelia borearipa ingår i släktet Fidelia och familjen buksamlarbin. Inga underarter finns listade i Catalogue of Life.